# Alchemilla hendrickxii
Alchemilla hendrickxii är en rosväxtart som beskrevs av Lucien Leon Hauman och Balle. Alchemilla hendrickxii ingår i släktet daggkåpor, och familjen rosväxter. Inga underarter finns listade i Catalogue of Life.